# Кайт (Джорджія)
Кайт (англ. Kite) — місто (англ. city) в США, в окрузі Джонсон штату Джорджія. Населення — 160 осіб (2020).

## Географія
Кайт розташований за координатами 32°41′29″ пн. ш. 82°30′45″ зх. д. / 32.69139° пн. ш. 82.51250° зх. д. (32.691521, -82.512433).  За даними Бюро перепису населення США в 2010 році місто мало площу 2,10 км², з яких 2,09 км² — суходіл та 0,01 км² — водойми.

## Демографія
Згідно з переписом 2010 року, у місті мешкала 241 особа в 102 домогосподарствах у складі 74 родин. Густота населення становила 115 осіб/км².  Було 143 помешкання (68/км²).
Расовий склад населення:
| - 94,2 % — білих - 4,1 % — чорних або афроамериканців - 0,8 % — корінних американців - 0,4 % — азіатів |

До двох чи більше рас належало 0,4 %. Частка іспаномовних становила 7,1 % від усіх жителів.
За віковим діапазоном населення розподілялося таким чином: 22,0 % — особи молодші 18 років, 60,2 % — особи у віці 18—64 років, 17,8 % — особи у віці 65 років та старші. Медіана віку мешканця становила 43,5 року. На 100 осіб жіночої статі у місті припадало 92,8 чоловіків;  на 100 жінок у віці від 18 років та старших — 100,0 чоловіків також старших 18 років.
Середній дохід на одне домашнє господарство  становив 36 042 долари США (медіана — 34 583), а середній дохід на одну сім'ю — 39 143 долари (медіана — 37 813). Медіана доходів становила 27 188 доларів для чоловіків та 27 813 долари для жінок. За межею бідності перебувало 23,8 % осіб, у тому числі 12,3 % дітей у віці до 18 років та 30,8 % осіб у віці 65 років та старших.
Цивільне працевлаштоване населення становило 83 особи. Основні галузі зайнятості: виробництво — 32,5 %, освіта, охорона здоров'я та соціальна допомога — 15,7 %, будівництво — 14,5 %.